# 톤부리

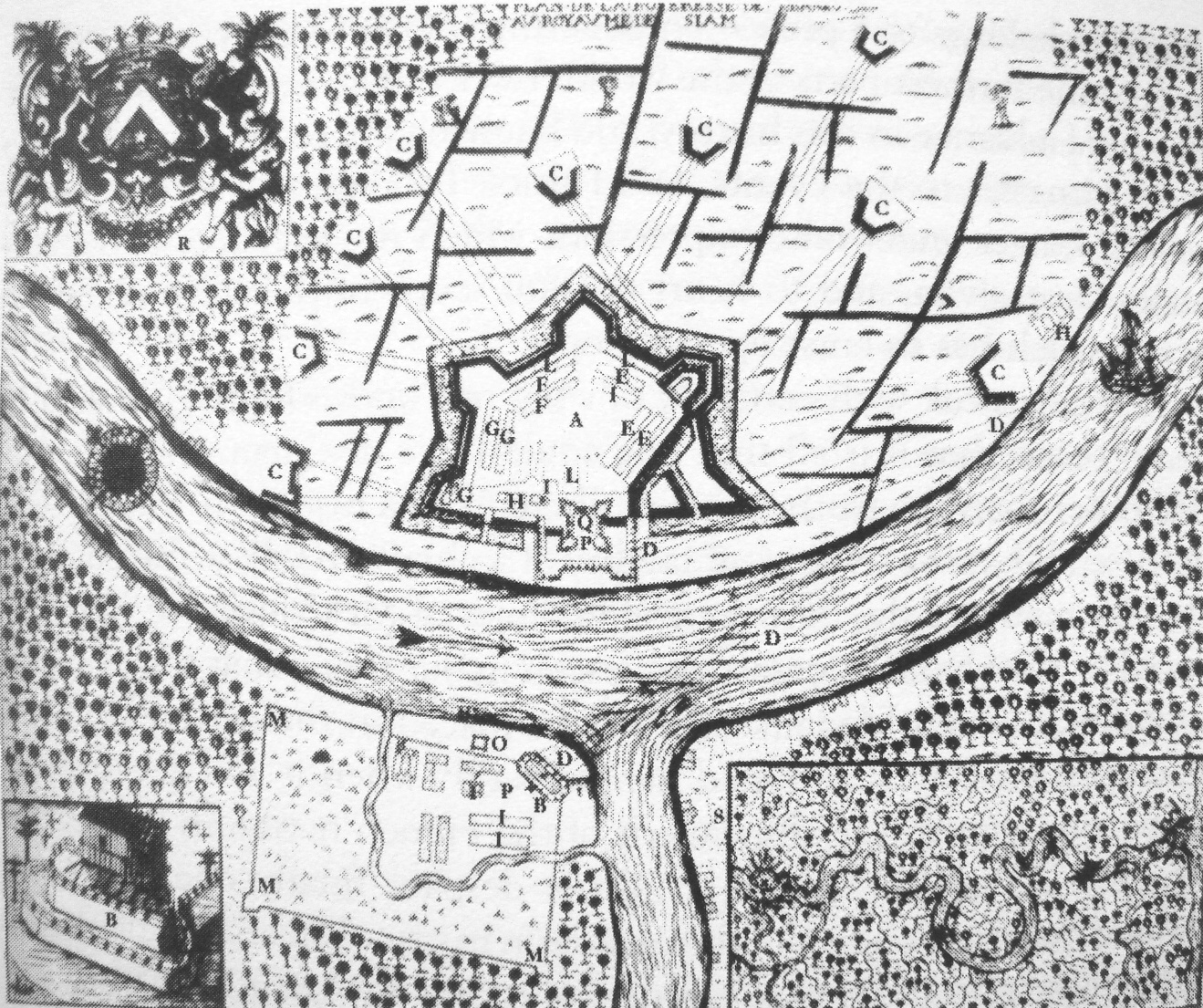
톤부리의 마을

톤부리(태국어: ธนบุรี)는 딱신 왕의 짧은 통치 기간 동안 태국의 수도였던 곳으로, 아유타야가 미얀마군에 의해 초토화된 후 수도로 역할을 하였던 곳이다.

## 개요
톤부리는 짜오프라야강 맞은 편, 오늘 날의 왕궁이 있는 곳에 위치하고 있다. 아유타야 왕조 동안 톤부리는 강어귀의 중요한 요새 도시였다.
1782년 라마 I세 왕은 수도를 방콕의 짜오프라야강 맞은 편으로 천도하였다. 그리하여 톤부리 1972년 방콕에 편입되기 전까지 독립된 지방 행정 구와 도시로 남아 있었다. 톤부리는 원래 방콕의 다른 지역보다 개발이 늦어졌다. 전통적인 작은 수로(클롱)가 아직도 그곳에 존재하며, 그것은 거의 강 맞은 편으로 사라지고 있다.
1950년에 방콕은 인구 1,299,528명의 도시가 되었고, 톤부리 행정구는 403,818명의 인구가 되었다. 1970년에 들어서 톤부리는 태국에서 두 번째로 큰 도시가 되었고, 상주 인구는 60만명에 이르렀다. 이것은 세 번째 도시보다 세 배나 많은 인구로 40만에 도달한 태국의 도시는 존재하지 않았다.